# 246
El 246 (CCXLVI) fou un any comú començat en dijous del calendari julià.

## Esdeveniments
- L'emperador romà, Felip l'Àrab, combat els germànics al Danubi.[1]
- Se celebra el primer Concili d'Aràbia a Bosra.Aràbia Pètria.[2]